# 南山王國
南山王國（琉球語：〔〕／ ；1337年—1429年），又稱山南王國，是琉球群島三山時代割據沖繩本島南部的一個國家。根據琉球國《中山世鑑》、中國《明實錄》和朝鮮《朝鮮王朝實錄》記載，南山王國以大里按司為中心，包括大里、佐敷、知念、玉城、具志頭、東風平、島尻大里、喜屋武、摩文仁、真壁、兼城、豐見城，大致疆域相當於今日沖繩島南端國場川—與那原一線以南的地域。
相傳初代君主承察度是英祖王第五子大里按司的後代，1337年建國，都島添大里城（今沖繩縣南城市大里）。1383年，承察度首次向明朝朝貢。1385年，明太祖封承察度為「南山王」，賜鍍金銀印一枚。1398年，南山王汪英紫遷都於島尻大里城（今糸滿市高嶺）。
南山王國在三山三國中所佔有的領土最少。根據其王位更替頻繁的程度可以推斷，南山國處於長期內戰混亂之中。
1415年，他魯每接受明朝冊封，成為末代南山王。他魯每統治苛暴，耽於酒色，對待民眾和各地按司十分酷薄。中山王國的巴志趁機於1429年攻破島添大里城，南山王國滅亡。自此，三山時代結束。

## 南山王國君主
1. 承察度 1337年－1398年
2. 汪英紫 1399年－1402年 （承察度的叔父）
3. 汪應祖 1403年－1413年 （汪英紫次子）
4. 達勃期 1414年 （汪英紫長子）
5. 他魯每 1415年－1429年 （汪應祖長子，一說是承察度之子）